# Consueverunt Romani Pontifices

Stemma di Papa Pio V.

La Consueverunt Romani Pontifices è una bolla papale di Papa Pio V emessa il 17 settembre 1569 e riguardante la preghiera del Rosario . Questa bolla papale ha istituito l'essenza dell'attuale configurazione del rosario.
In essa il Papa spiega come ci siano due elementi essenziali nella recita del Rosario: la preghiera vocale e la preghiera mentale.

La bolla papale si riferisce alle radici domenicane del Rosario e al fatto che prima di essere eletto papa, Papa Pio V era stato membro dell'Ordine Domenicano :
E così Domenico guardò a quel modo semplice di pregare e implorare Dio, accessibile a tutti e totalmente pio, che si chiama Rosario, o Salterio della Beata Vergine Maria, in cui la stessa Santissima Vergine è venerata dal saluto angelico ripetuto centocinquanta volte, cioè secondo il numero del salterio davidico, e dalla preghiera del Signore ad ogni decina. Interposte a queste preghiere sono alcune meditazioni che mostrano l'intera vita di Nostro Signore Gesù Cristo, completando così il metodo di preghiera ideato dai Padri di Santa Romana Chiesa.
In questa bolla papale Pio V confermava anche le indulgenze che i suoi predecessori avevano concesso a coloro che recitano il Rosario.
Questo documento del 1569 non è da confondere con una Lettera Apostolica avente lo stesso titolo emessa nel novembre 2000, nella quale la chiesa di Sant'Egidio a Bardejov, in Slovacchia, viene dichiarata basilica minore .